# Sören von Rönne
Sören von Rönne (Uetersen, 13 de julio de 1962) es un jinete alemán que compitió en la modalidad de salto ecuestre.
Ganó dos medallas en el Campeonato Mundial de Saltos Ecuestres de 1994 y una medalla de bronce en el Campeonato Europeo de Saltos Ecuestres de 2001.

## Palmarés internacional
| Campeonato Mundial | Campeonato Mundial     | Campeonato Mundial | Campeonato Mundial |
| Año                | Lugar                  | Medalla            | Categoría          |
| ------------------ | ---------------------- | ------------------ | ------------------ |
| 1994               | La Haya (Países Bajos) | Medalla de oro     | Por equipos        |
| 1994               | La Haya (Países Bajos) | Medalla de bronce  | Individual         |
| Campeonato Europeo |                        |                    |                    |
| Año                | Lugar                  | Medalla            | Categoría          |
| 2001               | Arnhem (Países Bajos)  | Medalla de bronce  | Por equipos        |